# Mario Party 4
Mario Party 4 (マリオパーティ 4, Mario Pāti Fō) es la cuarta parte de la saga Mario Party, desarrollada por Hudson y distribuida por Nintendo y es el primer videojuego de la saga para el Nintendo GameCube. Su lanzamiento en Norteamérica fue el 21 de octubre de 2002.

## Historia
El juego comienza con Mario y sus amigos reuniéndose afuera del castillo de Peach. De repente, el cielo se oscurece y un regalo gigante aparece en escena. Sobre el regalo emergen personajes conocidos como Toad, Koopa Troopa, Goomba, Boo y Shy Guy, quienes invitan a Mario y sus amigos a participar en otra partida de Mario Party. Sin embargo, la diversión se ve interrumpida cuando Bowser hace su entrada triunfal y presenta su propio tablero, con Mini Bowser como maestro de ceremonias.

## Personajes jugables
En el juego, los jugadores pueden elegir entre varios personajes, incluyendo a Mario, Luigi, Peach, Yoshi, Wario, Donkey Kong, Daisy y Waluigi. Es importante destacar que Donkey Kong solo está disponible como personaje jugable en este juego y no volverá a ser jugable hasta Mario Party 10.

### Personajes jugables en Vóley playa
En el caso de desbloquear el minijuego de Vóley playa, los jugadores pueden acceder a los siguientes personajes al completar el modo batalla:
- Toad

- Koopa Troopa
- Bowser
- Shy Guy
- Koopa Kid
- Boo

## Objetos
El juego presenta varios objetos que los jugadores pueden adquirir en la tienda:
- Mega Champiñón: Permite que el personaje crezca y tire dos dados, aplastando a cualquier jugador en su camino y robándole 10 monedas. No se pueden acceder a tiendas, loterías ni a la casa de Boo. Este objeto tiene un costo de 5 monedas en la tienda.
- Mini Champiñón: Reduce al personaje de tamaño y permite tirar un dado del 1 al 5. Los personajes pequeños pueden pasar por túneles y acceder a ciertos minijuegos del tablero. Este objeto se adquiere por 5 monedas en la tienda.
- Super-Mega Champiñón: Similar al Mega Champiñón, este objeto hace que el personaje crezca y tire tres dados, aplastando a otros jugadores y robándoles 10 monedas. Las restricciones de tiendas y compras de estrellas también se aplican. Su precio es de 15 monedas.
- Super-Mini Champiñón: Al igual que el Mini Champiñón, este objeto reduce al personaje de tamaño y permite tirar dos dados del 1 al 5, además de la habilidad de pasar por túneles y acceder a ciertos minijuegos del tablero. Cuesta 15 monedas.
- Túnel: Permite al personaje intercambiar lugares con otro jugador seleccionado por medio de una ruleta. Útil para acercarse a una estrella. Tiene un costo de 10 monedas.
- Martillo Mini-Mega:Permite al personaje seleccionar a otro jugador y darle un Mega Champiñón o un Mini Champiñón en su próximo turno. Es útil para interferir con los oponentes y evitar que alcancen una estrella. Su precio es de 10 monedas.
- Carta de Cambio: El personaje selecciona a otro jugador mediante una ruleta y realiza un intercambio de objetos. Tiene un costo de 15 monedas.
- Chomp Call: Llama a 4 Chain Chomps que cambian la ubicación de la estrella, útil cuando un jugador está a punto de alcanzarla. Este objeto cuesta 15 monedas.
- Sticker Sparky: Al usarlo en una casilla, permanece allí hasta que un jugador caiga en ella, lo que resulta en la pérdida de 10 monedas y elimina cualquier efecto de hongo que el jugador pudiera tener. Tiene un costo de 15 monedas.
- Lámpara de Gadd: Protege al jugador de los ataques de Boo, ya sea para robar monedas o estrellas. Automáticamente se utiliza cuando es necesario. Su precio es de 15 monedas.
- Cristal de Boo:Permite al jugador llamar a Boo para robar monedas a otro jugador por 5 monedas o una estrella por 50 monedas. Cuesta 25 monedas en la tienda.
- Lámpara Mágica: Sirve para llamar al Genio de la Lámpara, quien lleva al jugador a la estrella de forma gratuita, siempre y cuando tenga 20 monedas para comprarla. Tiene un costo de 30 monedas.
- Bolsa de objetos: Contiene 3 objetos aleatorios, lo que puede ser beneficioso o no, dependiendo de su contenido. Cuesta 30 monedas en la tienda.
- Traje de Bowser: Un objeto raro que se puede obtener al caer en una casilla de Bowser. Al usarlo, el personaje se viste como Bowser y tira un dado, aplastando a los oponentes y robándoles 30 monedas.

### Tableros
El juego presenta varios tableros, cada uno con sus propias características y dificultades:

### Toadaventura
Este tablero se ambienta en un parque de atracciones y es ideal para principiantes. Cuenta con dos zonas de tazas giratorias que cambian de dirección según las flechas indican. También incluye una montaña rusa con casillas especiales.

### Koopacabana
Este tablero representa una playa tropical y ofrece un nivel de dificultad medio. Los sectores con imágenes de frutas te permiten interactuar con un delfín y moverte por el tablero. Hay dos caminos diferentes, y los Troncuis lanzan bananas que pueden afectar tu dirección.

### El casino de Goomba
Este tablero se basa en un casino y presenta una ruleta central que influye en la dirección de los jugadores. Pagar a un Goomba en la ruleta puede aumentar las probabilidades de llegar a la estrella. La dificultad es media.

### El tablero embroojado
Esta mansión embrujada incluye un Boo que aparece y desaparece, afectando la accesibilidad de ciertas zonas del tablero. Los puentes también se ven afectados por la presencia del Boo. La dificultad es media.

### Shyndiana Guy
Este tablero se sitúa en una jungla con la presencia de Klepto, quien puede llevar al jugador a ubicaciones específicas a cambio de monedas. Además, las casillas de Shy Guy pueden cambiar de estado, alterando la jugabilidad. Es un tablero de dificultad fácil.

### El cráter de Bowser (desbloqueable)
Este tablero, desbloqueable en el modo Historia, es un lugar lleno de trampas y lava. Al final, los jugadores deben enfrentarse a Bowser.

### Otros tableros
- Mega Board Mayhem
- Mini Board Mad-Dash

## Minijuegos

### 4 Jugadores
- ¡Avalanchaaaaaa...!
- Plaga Bob-omb
- El mamotreto
- El rocamino
- La garra de fierro
- Los anillos submarinos
- Los tres largos
- Un día en las carreras
- La pelotilla de Frido
- Salto con Paratroopa
- ¡Rehaced la foto!
- Las babosas
- ¡Deja tu sello!
- A pulmón libre
- Tira y canasta
- Caravana de globos

### 1 vs 3
- La grúa
- Sujetaveleros
- El pez estanque
- ¡GOOOOOOOL!
- El escondite ¡pum!
- La bola de pinchos
- Tocado y hundido
- Las correas transportadoras
- Los troncos de Tronqui

### 2 vs 2
- Pesca Cheep Cheep
- Escalada tormentosa
- La prueba del calabozo
- Los caprichos de Toad
- Esquí paracuático
- ¡Esto es la Bob-omba!
- La gruta maldita
- El dichoso cofre
- Los flotadores

### De Batalla
- El mutante
- Atrapamariposas
- ¡Cuidado con Chomp Cadenas!
- Caminos tortugosos
- ¿Habéis picado?
- Cera a la carrera

### De Bowser
- El globo caliente
- Los dardos del destino
- Las frutas de la era

### Otros
- La arena de Bowser
- Las casillas rompedizas

### De Jefe
- El templo de Shyndiana
- Machaca Bowser
- El tapete de Goomba
- Ocupa con Koopa
- El trío
- La prueba final

### Extras
- El pesado mamotreto
- Pánico en el panel
- El pozo de gasolina
- Invasión Bob-omb
- Las puertas del miedo
- Machaca Goomba
- El puzle
- Ingestión de champiñón
- Vóley de play